# Lichtenau im Waldviertel
Lichtenau im Waldviertel è un comune austriaco di 2 061 abitanti nel distretto di Krems-Land, in Bassa Austria; ha lo status di comune mercato (Marktgemeinde). È stato istituito nel 1968 con la fusione dei comuni soppressi di Allentsgschwendt, Ladings, Lichtenau, Loiwein e Taubitz; nel 1971 ha inglobato i comuni soppressi di Brunn am Wald, Großreinprechts, Jeitendorf, Obergrünbach e Pallweis.